# Gräberfeld bei Vitemölla

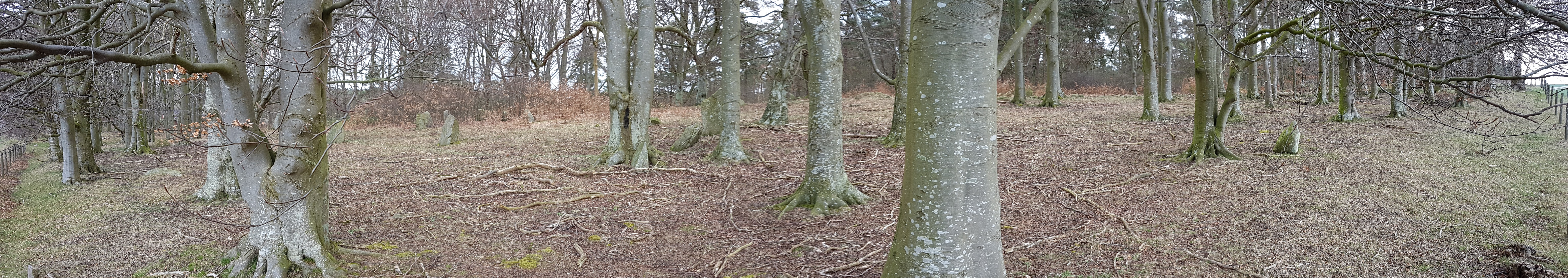
Gräberfeld bei Vitemölla

Das etwa 70 × 50 m messende Gräberfeld bei Vitemölla (auch Råkefuret genannt) stammt aus der späten Eisenzeit. Das in den 1950er Jahren ausgegrabene Gräberfeld liegt in einem Wäldchen an der Straße Nr. 9 von Vitemölla nach Brösarp in Schonen in Schweden. Es besteht aus 13 Bautasteinen, zwei Steinkreisen und einer Schiffssetzung.
- Der ursprünglich 26,0 Meter langen und 8,0 m breiten Schiffssetzung fehlen im südlichen Teil mehrere Steine. Der Rest besteht aus 9 bis 10 Steinen von 0,3 bis 1,4 m Höhe.
- Die Steinkreise haben Durchmesser von 8,0 bis 9,0 m und bestehen aus vier bzw. fünf liegenden Steinen von 0,3 bis 0,7 m Höhe und 1,0 bis 1,4 m Breite. In einem Kreis steht ein 0,8 m hoher, 1,0 m breiter und 0,5 m dicker Stein.
- Von den 13 Bautasteinen stehen noch sechs. Sie sind 0,7 bis 1,7 m hoch, 0,7 bis 1,0 m breit und 0,4 bis 0,5 m dick. Einer ist stark geneigt. Die beiden Steine am Zauntritt wurden 1959 nach Abschluss von Straßenarbeiten hier platziert.

Bei einer archäologischen Untersuchung wurde im Jahr 2017 ein etwa 150 m langer Graben gezogen, der etwa 30 m über das Gräberfeld und weiter in Richtung Südosten verlief. Im Graben gab es eine Grube und einige Pfostengruben (schwedisch Stolphål). In der Grube lag prähistorische Keramik und in einer Pfostengrube ein Feuerstein und eine Scherbe prähistorischer Keramik.